# Zănești
Zănești is een Roemeense gemeente in het district Neamț.
Zănești telt 6196 inwoners.